# Die Sendung mit dem Internet
Die Sendung mit dem Internet ist ein cross-mediales Projekt von Antenne Düsseldorf und RP Online, dem Internetportal der Tageszeitung Rheinische Post. Die Sendung läuft jeden Montag von 18 bis 20 Uhr. Sie wird parallel im Radio ausgestrahlt sowie per Video-Livestream im Internet übertragen und kann danach als Podcast heruntergeladen werden. Die Hörer können während der Sendung live mit den Moderatoren per Chat kommunizieren. Thematisch befasst sich die Sendung mit Informationen rund um das Internet.
Die Sendung ging am 29. Juni 2009 an den Start, damals moderiert von Radiomoderator Daniel Fiene und Franziska Bluhm, der stellvertretenden Chefredakteurin von RP Online. Nachdem Franziska Bluhm im Januar 2011 in Mutterschutz ging, wird Daniel Fiene durch wechselnde Moderatoren unterstützt, zuletzt häufig durch die Radiomoderatorin Katrin Krause.